# 同性恋与基督教
基督教（廣義的基督宗教）對同性戀及同性性行為的立場，在長遠的歷史中，皆認為不合聖經對性的規範，但在自由主義神學和同志神學出現後，產生不同的神學觀點。這也是二十世紀以來基督教的爭議議題之一。
有關此議題，當代不同教派的教會立場有所不同，從認為同性之間的性行為是不合聖經的罪，到聖經容許這樣的性行為。即使同教派內，教堂或個人可能抱持多樣的觀點，也可能和教派立場相反。
在舊約聖經及新約聖經中都有提到同性之間的性行為，初期教會教父的教導認為同性性行為不合聖經規範：包括特土良（155-240）、居普良（200 – 258）、安波羅修註釋者（約300年時）、君士坦丁堡牧首约翰一世（349-407）等，這也是天主教會、東正教會和一些新教教派，如美南浸信會、北美基督歸正教會、地方召會、真耶穌教會、神召會、耶穌基督後期聖徒教會至今的立場。
到了二十世紀，于爾根·莫特曼、漢斯·昆、約翰·謝爾比·司朋等神學家挑戰傳統的神學立場和對聖經的理解方式。隨著這些變化，有些人主張所謂責難同性性行為的經文，為翻譯的錯誤或脈絡的錯置，並認為相互許諾關係下的同性性行為，為聖經所容許或不禁止。這種解釋得到一些新教教派和部份舊天主教會，如美國聯合基督教會、美國聖公會、美國長老教會、美國聯合衛理公會、美國福音路德教會、德國福音教會、大都會社區教會、荷蘭舊天主教會的接受。
聖經的新約及舊約中皆有關於同性性行為的經文，爭論圍繞在聖經這些经文的詮釋上，包括是否譴責這樣的性行為或只是譴責當時特定情形下的習俗，以及這些段落是否適用於現代等等。目前全世界通過同婚法案的國家中除了台灣、泰國、尼泊爾外，有將近36國信仰都以基督宗教為主。

## 相关聖經经文及各派别对经文的解释
註：本文的聖經經文引用和合本修訂版的經文

### 《利未記》中的相关经文
- 《利未記》18:22：“不可跟男人同寢，像跟女人同寢；這是可憎惡的事”。
- 《利未記》20:13：“男人若跟男人同寢，像跟女人同寢，他們二人行了可憎惡的事，必被處死，血要歸在他們身上”。

#### 傳統的解释
部份教派依此禁止同性性交。按照經文的字面意思：男人與男人同寢性行為是「Abomination」，要從基督教神的子民中開除、必須被處死。按照《聖經靈修版》的註釋，這些利未記所禁止的習俗在迦南地的異教習俗之中極其平常，基督教的神會嚴厲對待隨俗的百姓。

#### 接納同性恋的解释
這兩段屬於「聖潔條例」經文，跟以色列的文化、宗教密切相關，主要用以避免以色列人沾染偶像崇拜的風俗，和異教文化區隔開來:31-34。該段經文把「向男性性交」視為不潔淨（Abomination），可能是因為：
- 與男性發生性行為是迦南宗教（英语：Canaanite religion）的敬拜儀式，也就是申命記23：17-18所禁止的男性廟妓職業，因為是偶像崇拜的異教行為，所以不潔淨。
- 建構在當時社會文化下，男人被認為應當遵守社會期待所扮演的性角色與女人性交。因此，跟「男人」性交的「男性」，破壞社會秩序的「純粹」。

而舊約聖潔條例說不可行的「Abomination之事」很多，又《利未記》18:29明確表示「無論是誰，若做了這其中一件可憎惡的事，必從百姓中剪除」。只遵循聖潔條例其中一些規範而不全部奉行，只援引部份經文來反對「向男性性交」，在倫理學上顯然不是合宜的作法。聖潔條例經文如下：
- 牠們對你們都是可憎的。你們不可吃牠們的肉；牠們的屍體，也當以為可憎。凡在水裏無鰭無鱗的，對你們是可憎的（利未記11:11-12）。
- 不可親近經期中不潔淨的女人，露她的下體（利未記18:19）。
- 你們要遵守我的律例。不可使你的牲畜與異類交配；不可在你的田地播下兩樣的種子；也不可穿兩種原料做成的衣服（利未記19:19）。

### 《羅馬書》中的相关经文
- 《羅馬書》1:25-27：“他們將神的真實變為虛謊，去敬拜侍奉受造之物，不敬奉那造物的主——主乃是可稱頌的，直到永遠！阿們。因此，神任憑他們放縱可羞恥的情慾。他們的女人把自然的關係變成違反自然的；男人也是如此，放棄了和女人自然的關係，慾火攻心，男的和男的彼此貪戀，行可恥的事，就在自己身上受這逆性行為當得的報應。」

#### 傳統的解释
部份教會依此段經文主張，不論是男性之間的性行為、女性之間的性行為，都不是合乎基督教神所規定的性行為，並且會「招來這種敗行所應得的懲罰」。

#### 接納同性恋的解释
福樂神學院的倫理學教授Lewis B. Smedes指出，這段經文所譴責的，是一群不感謝真神、不榮耀真神，反倒去敬拜假神、並在儀式中進行同性性行為的人，這與當代對同志的定義與認知完全不同。換言之，保羅譴責他們是因為這些人的性對象是廟妓（男性與男性廟妓、女性與女性廟妓），保羅反對這種性行為，因為這違背了基督信仰的教義—偶像崇拜。
Progressive Christian Alliance的牧師John Shore則進一步主張保羅書信相關章節的指涉，皆非「委身的同性伴侶」的同性性行為。保羅所譴責的是當時罗马人強制、過量和具侵略性的同性性行為，且譴責天生是異性戀者作出這樣的行為。征服該地區的羅馬人頻繁且公開的參與「年長男性與男童」、以及「男性與他們的男性奴隸」這幾種形式的同性性行為。這些都並非出自兩情相悅，但卻被社會廣為接受，因此在道德上讓保羅反感。
此外，保羅在書信中使用「自然」para physin這個字七次（包括了羅2：14、羅11：24、林前11：14、加4：8、以2：3），都在談論宗教或文化。保羅對「自然」或「本性」 的定義是有關並受限於他有限的宗教與文化現況。在保羅書信中，男生留長髮不合本性、女人在公開場合禱告與講道也不合本性，而今日的人瞭解這是保羅男性中心主義的觀點，是受到社會風俗影響，與人的本性無關。

### 《哥林多前書》、《提摩太前書》中的相关经文
- 《哥林多前書》6:9-10：“你們豈不知不義的人不能承受神的國嗎？不要自欺！無論是淫亂的、拜偶像的、姦淫的、作娼妓的（malakos），親男色的（arsenokoitēs）、偷竊的、貪婪的、醉酒的、辱罵的、勒索的，都不能承受神的國。”
- 《提摩太前書》1:9-10：“因為知道律法不是為義人訂立的，而是為不法和叛逆的，不虔誠和犯罪的，不聖潔和戀世俗的，弒父母和殺人的， 犯淫亂和親男色的（arsenokoitēs），拐賣人口和說謊話的，並起假誓的，或是為任何違背健全教義的事訂立的。”

#### 传统的解释
在這段保羅書信中，「作孌童的」（malakos）與「親男色的」（arsenokoitês）分別指男男性關係的被動方和主動方。
欽定版聖經malakos被翻成effeminate（女性化、無男子氣概），arsenokoitês被翻成「abusers of themselves with mankind」，之後有些版本將這兩個字合翻為homosexual或sodomites。

#### 接納同性恋的解释
這段保羅書信中，指稱「親男色的」希臘文是由arsen（男人）與koit（床）所組成，而koit通常和放蕩的性行為連結在一起。因此，arsenokoitês較好的翻譯應為「男性的娼妓」。歷史資料也指出直到西元四世紀，這個字都解釋為「男娼妓」。此外，保羅所處的時代，充滿同性情慾文學，但包括希羅多德、柏拉圖、與亞里士多德等名作家，幾乎不用arsenokoitês這個字來指涉。與保羅同時代的猶太學者約瑟夫斯和斐洛，雖認為所多瑪城是由於同性性行為而被滅，卻也未使用arsenokoitês來描述同性情慾或行為。許多早期基督教作家與拉丁教父，也將arsenokoitês譯為「男性娼妓」，或指賣淫、不公義的剝奪等。而這些並不等同於相互許諾委身的同性性行為。
至於malakos這個字，基本意思是「軟」，而它的其他翻譯則十分多元。在太4：23、9：35、10：1解作「疾病」，在太11：8則指「軟細」的衣服，其他的翻譯更包括優柔寡斷、貪戀、懦弱、沒勇氣……等等。而且，malakos在希臘文中從未被使用來指稱同性情慾或同性性行為，教會在宗教改革時期，甚至認為malakos意指手淫。因此，malakos並不指涉同性性行為。

### 對《創世紀》的詮釋

#### 傳統解釋的教會
持傳統立場的教會，認為基督教的神起初創造天地時，選了一男一女結合，將創世記的經節解釋為基督教的神設立婚姻的經文，認為此經文只提及一男一女要離開親人來結合，沒有提及同性之間可以結合。
中華福音神學院的蔡麗貞認為聖經提到同性性行為的詞語語氣強烈，不屬於相對性的道德標準，亦非歷史性的文化處境議題。

#### 接納的立場
在台灣基督長老教會總會，「同性戀議題研究方案」中神学組的報告提到，創世紀造男女的字眼，並非「社會性」用語（husband and wife或man and woman），而是「生物性」用語（male and female）。因此，創世記的用意並不在談論人的關係，更非婚姻，而是說明人類和造物主之不同，人類跟其他動物一樣，有性別之分，要繁殖、生養眾多。所以，用創造秩序來否定並不適當。
希伯來聖經裡面，一夫多妻或納妾的婚姻制度，並沒有受到摩西律法的反對。聖經所經常使用的異性婚姻與性關係的意象或模式，也不該是絕對或唯一的模式。而是特定時空與主流文化制約的主要模式。以何西阿書為例，聖經所強調的是關係的「信實、互愛、負責」的態度。
另，紐約大都會社區教會牧師歐陽文風起草〈與同性戀者同行的牧師聯署文告〉，該份文告認為同性戀不是一種行為而是傾向。文告亦指出「必須具體的指出這一件事到底有何不對，如何傷害自己或他人，否則就無關道德」。另一方面，文告提出如果反對同性性行為的言論基於聖經，亦不能將此言論強行應用於所有同性戀者。

## 基督教对待同性戀的历史

### 现代

#### 天主教
據1992年出版之《天主教教理》，天主教會之訓導傳統為「反對同性性行為」，理由是該性行為缺乏恩賜生命之意義，以及不符合男女間之互補論。2003年，教廷曾发文重申天主教會主張婚姻為指稱男女之結合。
2013年，教宗方濟各接受耶穌會刊物《天主教文明月刊》（Civilta Cattolica）訪問時呼籲天主教會不應在一個人的性傾向上遽下評斷，他表示：「如果有人是同性戀，而能懷善心追尋天主，我有何資格論斷？」「宗教信仰服務群眾時，有權表達自身看法，但在上主中我們得到釋放和自由。」「教會變得過於沉迷反對同性戀和墮胎，教會需要一個新的平衡、醫治傷口和尋找被排斥和失散的人。」
2014年1月28日，台灣主教團發函聲明，反對台灣政府多元成家立法草案的相關立法，並主張同性戀者天主教徒應守貞潔獨身。同年10月18日，教廷召開世界主教會議，草案原先承認同性伴侶，並提供「共同的協助和珍貴的支持」之段落未能通過，最後通過的版本反而強調，沒有任何基礎可以將同性婚姻與異性婚姻相提並論。
2016年6月26日，教宗方濟各指基督徒和天主教會都應該對同性戀者道歉，並為對待他們的方式而尋求寬恕。教宗說，天主教的教義中指同性戀者不應該受到歧視和敵對。在天主教教義中，同性戀傾向並不是罪，但同性性行為是罪，並相信同性戀應該盡量純潔化。
2023年2月5日，教宗方濟各表示將同性戀者定為刑事犯罪（criminalise）的法律是罪惡和不正義的，「這是不對。有同性戀傾向的人是天主的孩子。」他指在天主教教理中，同性吸引不是宗教上的罪（sin），但同性性行為是，又稱LGBT人群不應被邊緣化。8月7日，教宗方濟各表示，「教會向所有人開放，但有法律規範教會內的生活」，「根據規則，他們（同性戀者等）不能參加（某些）聖事。這並不意味著其被關閉。每個人在教堂內以自己的方式遇到天主」。
2023年12月18日，教宗方濟各批准天主教神父可為未婚的同性伴侶提供祝福，只要這祝福不是教會常規儀式或禮儀的一部份。教會稱這是天主歡迎所有人的標誌，但教會對婚姻的教義不會改變，祝福也不是對於結合的認可。

#### 新教
香港福音派最大三宗派香港浸信會聯會、宣道會香港區聯會和中國基督教播道會總會曾聯合發表聲明，稱同性性行為和同性婚姻為神所不悅納。許多香港基督教會，如基督教香港信義會 、平安福音堂等皆採取此一立場。這些教會及明光社為首的福音派人士，亦發表公開聲明反對同志平權運動。在台灣採類似立場的教會，則以靈糧堂、台灣信義會、中華基督教浸信會聯會等福音派、靈恩派教會為主。
台灣基督長老教會曾在2004年8月出版「同性戀議題研究方案報告書」，表達願意了解同志社群的正面態度，為台灣教會中對同婚議題抱持較開放和自由討論立場的教會。雖有部份長老教會牧師或神學院教授表達支持婚姻平權的立場，然而2014年4月台灣基督長老教會總會通過反同婚牧函。儘管有議員認為有程序瑕疵，但在表決前後皆無計算議員人數及無異議下，獲臨時動議公決通過。該牧函遭「長老教會青年陣線」和同光同志長老教會抗議，認為長老教會應當與受苦的人同苦，而非加入壓迫者的陣營。針對同性婚姻修法議題，台灣基督長老教會總會於2016年11月29日召開幹部會議，表示關心此議題，無論是支持或反對，大家都是長老教會的一份子，要秉持彼此尊重的態度相互對待。而對是否支持修改《民法》，還是另立專法，長老教會至今沒有預設立場。
2012年12月，台灣神學院舉行「基督教對同性戀的態度與觀點」教牧研習會，由五名神學教授主講「從新舊約聖經觀點看同性戀」。雖然對經文詮釋有不同看法，但都確信在面對同性戀議題時，仍必須從聖經作為出發點，也都認為對於同性戀議題，未來需要更廣泛認識與討論。
2014年9月，長老教會「性別公義委員會」，舉行「同性戀者牧養的牧養關顧研討會」，期待牧者暫放歧見，在談愛同志之前，先了解、接納和關懷。
國外的基督教宣道會 (Christian & Missionary Alliance) 、加拿大宣道會聯會、美南浸信會等保守福音派、基要派的教會都採取聖經禁止和同性發生性行為的立場。偏向新正統派、開放福音派、自由派基督教的教會，則多主張聖經對此一議題並未提供明確的立場。2009年時，瑞典信義會於例行的宗教會議中舉行表決，高票通過接受同性伴侶在教堂中舉行婚禮，並且冊封了首位女同志主教。
基督教福音派的洛桑福音大會在2024年的第四屆大會發佈了《首爾聲明》，該聲明對同性婚姻和同性戀持強烈反對的立場。並且原來的版本在韓國基督教領袖提出異議後，刪除了「許多地方教會和基督教群體做錯了」等段落。
英国福音派团体曾经因为性傾向议题的争议，要求普世圣公宗宣布和美国圣公会断绝关系。2016年1月14日，由於同婚立場分歧，普世聖公宗宣布與美國聖公會決裂，暫時為期三年。2024年2月在倫敦舉行了一次普世聖公宗總會會議，就LGBT的議題進行了辯論。英國國教各教區的主教、神父和平信徒投票否決了幾項反對同性祝福禮儀的修正案，他們基本同意在這些議題上有不同意見。與會者提前結束了討論，認為現在對這些議題做出定論「為時過早」。

##### 接納同志的教派
1968年，一個出櫃自己是同性戀者，而被五旬節教派逐出教會的年輕牧師Troy Perry所創立的教會大都會社區教會在美國洛杉磯成立。三十多年後，MCC已經是一個在全球十八個國家裡，有三百多間教會、會員數超過四萬人的教派，並且列為普世教會協會（WCC）的正式觀察員。今日已經有幾個教派正式接受同性戀者與牧職人員，如：英國貴格會 (Quakers) （可參考同性戀與貴格會）、 加拿大聯合教會（UCC）、荷蘭改革宗教會（PKN）、美國聯合基督教會（UCCUSA）。
2012年6月25日，來自亞洲各地的二十二名同志或同志友善牧者，於香港沙田凱悅酒店會議室召開記者會，聯署〈與同性戀者同行的牧師聯署文告〉，回應林以諾牧師發的言論，指出「同性戀不是道德問題，也不是罪。」

## 教派立場

### 傳統立場的教派

#### 宗派總會
- 聖公會南半球聯盟
- 美南浸信會
- 基督教宣道會
- 耶穌基督後期聖徒教會

#### 香港
- 香港華人基督教聯會[62]
- 香港浸信會聯會[63]
- 宣道會香港區聯會[63]
- 中國基督教播道會總會[63]
- 平安福音堂[34]
- 基督教香港信义会[33]
- 香港信义宗神学院
- 中華基督教禮賢會
- 基督教香港崇真會
- 港澳信義會
- 南亞路德會
- 香港宣教會
- 香港基督教門諾會
- 基督教敬拜會
- 中華基督教會香港區會
- 香港聖公會（部分立場反對，例如同性婚姻）[64]
- 基督中心堂
- 潮人生命堂聯會
- 611靈糧堂
- 香港靈糧堂
- 神召會
- 五旬節會

#### 台灣
- 中華基督教浸信會聯會[65]
- 中華基督教浸信宣道會聯合會[65]
- 台灣神召會[65]
- 台灣聖教會[65]
- 台灣聖公會[65]
- 基督教台灣信义會[65]
- 基督教台北純福音教會[66]
- 真耶穌教會

### 接納同志的教派

#### 歐美地區
- 大都會社區教會（英语：Metropolitan Community Church）[67]
- 美國福音路德教會[68]
- 瑞典教會[69]
- 挪威教會[70]
- 聯合歸正教會[71]
- 美國長老教會[68]
- 美國聯合衛理公會[72][73]
- 美國聯合基督教會[68]
- 加拿大聯合教會[74]
- 德國福音教會[75]
- 浸信會聯盟（英语：Alliance of Baptists）[76]
- 荷蘭門諾會（英语：Mennonite Church in the Netherlands）[77]
- 美國聖公會[68]
- 荷蘭舊天主教會（英语：Old Catholic Church of the Netherlands）[78]
- 英國貴格會[79]
- 基督會[80]
- 基督社區（後期聖徒運動）[81]
- 一神普救派協會（英语：Unitarian Universalist Association）（一神普救派）[82]

#### 華人地區
- 同光同志長老教會[83]
- 台北真光福音教會[84]
- 高雄活躍教會[85]
- 新加坡自由社區教會[86]
- 香港基恩之家[87]
- 香港眾樂教會[87]
- 基督路小教會
- 九龍佑寧堂[87]
- 進思基督徒團契（一神普救派）[88]

- 中華民國貴格會中壢教會

### LGBT基督徒組織
- 同志基督徒（中國）
- 彩虹之約聯盟（页面存档备份，存于）（香港）
- GayChurch.org（页面存档备份，存于）（美國／全球）
- Gay Christian Network（页面存档备份，存于）（美國／全球）
- Affirmation: LGBT Mormons, Families & Friends（页面存档备份，存于） （後期聖徒運動／摩爾門教）

### 神學立場
- 「台灣基督長老教會」同性戀議題研究方案報告書（页面存档备份，存于）（接納的立場）
- 聖經究竟怎麼說同性戀（页面存档备份，存于）（接納的立場）
- 台灣教會對同志議題之聖經詮釋探討
- 美國福音派的同性戀論戰（页面存档备份，存于）（禁止的立場）
- 同性戀是罪嗎？教會一直以來的立場（页面存档备份，存于）（禁止的立場）